# Notburga von Köln

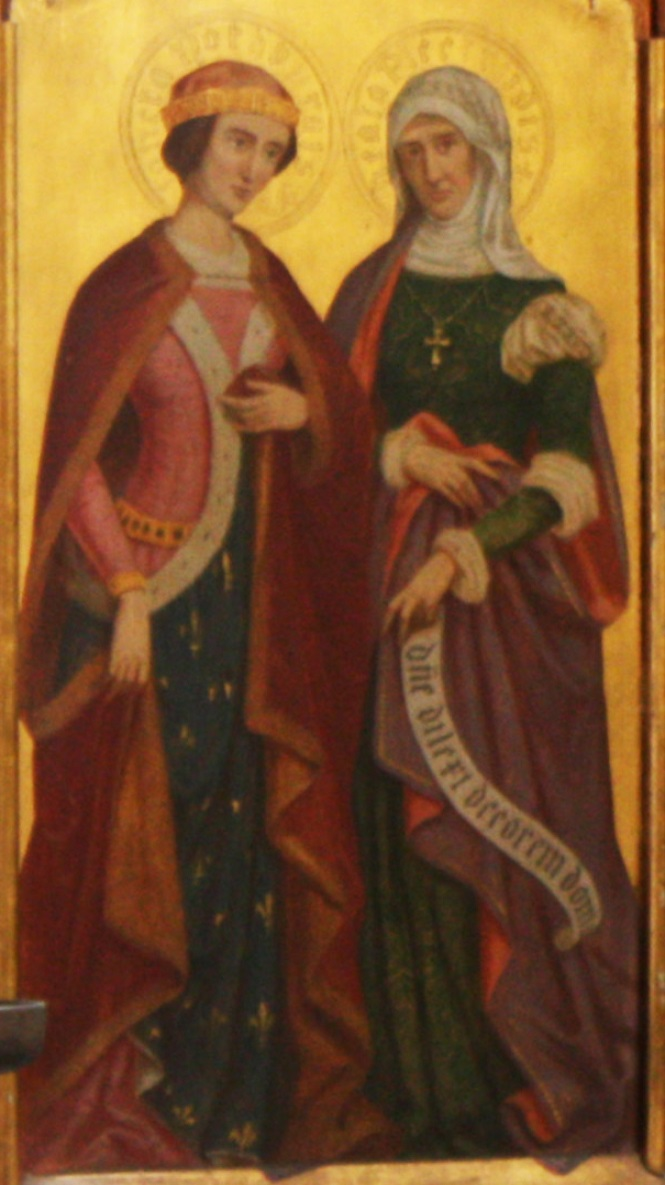
Hll. Notburga und Plektrudis, linker Flügel des Altars der Salvatorkapelle in St. Maria im Kapitol, Ergänzung (19. Jahrhundert) eines spätgotischen Schnitzaltars

Notburga († nach 714 in Köln; auch Notburgis oder Noitburgis) war der Überlieferung zufolge Nonne in Köln. Sie wird in der römisch-katholischen Kirche als Heilige verehrt.

## Leben
Notburga soll eine Nichte Pippins des Mittleren gewesen sein. Nachdem ihr Onkel gestorben war, begleitete sie Pippins Witwe Plektrudis in das Kölner Marienstift und trat dort ein. Als ihre Verwandten sie zur Ehe drängten, betete sie inständig zu Gott, er möge sie als Jungfrau zu sich nehmen. Ihr Gebet soll erhört worden sein, Notburga starb kurz darauf. Es wird erzählt, dass um ihr Haupt ein goldenes Licht lag, als man sie aufbahrte, und ein neben ihr liegender Verstorbener soll aufgewacht sein.

## Verehrung
Die Verehrung der heiligen Notburga ist erstmals im Jahr 1172 in St. Maria im Kapitol belegt. Sie entstand möglicherweise aufgrund einer Grabinschrift, die im Umkreis der Stiftskirche aufgefunden wurde. Die Lebensgeschichte der hl. Notburga wurde im 13. Jahrhundert niedergeschrieben. Eine Chronik aus dem Jahr 1499 berichtet, dass ihre Reliquien sich zu jener Zeit im Kartäuserkloster in Koblenz befanden. Dies sagt auch ein etwas älteres Zeugnis, eine Handschrift aus der Mainzer Kartause.
Notburgas Gedenktag in der Liturgie ist der 31. Oktober.